# Rhytia crepidolata
Rhytia crepidolata är en fjärilsart som beskrevs av Lucas 1894. Rhytia crepidolata ingår i släktet Rhytia och familjen nattflyn. Inga underarter finns listade. Arten, som inte är vanlig finns i ett område från nordöstra Himalaya, Sundaland öster ut till Australien och Salomonöarna